# بيدرو لوزانو
بيدرو لوزانو (بالإسبانية: Pedro Lozano)‏ هو مستكشف ومؤرخ إسباني، ولد في 1697 في مدريد في إسبانيا، وتوفي في 1752 في هوماهواكا ‏ في الأرجنتين.

## وصلات خارجية
- بيدرو لوزانو على موقع ديسكوغز (الإنجليزية)